# Anfiartrosis
En anatomía, la anfiartrosis es un tipo de articulación en el esqueleto de los animales vertebrados. Se caracteriza porque no existe cavidad articular ni membrana sinovial, los extremos de los huesos que la forman están unidos entre sí directamente por tejido fibrocartilaginoso. Tienen una movilidad reducida, a diferencia de las diartrosis que disponen de cavidad articular y gran movilidad.

## Tipos
Las principales anfiartrosis en el cuerpo humano son:
- Discos intervertebrales que unen los cuerpos vertebrales de la columna vertebral.
- Sínfisis del pubis situada en la pelvis.
- Articulación entre la tibia y el peroné.